# Bruno Deletré
Bruno Deletré, né le 30 avril 1961 à Valenciennes, est le président du directoire de la Caisse d'Épargne Grand Est Europe depuis le 23 juin 2018.

## Formation
Bruno Deletré est un ancien élève de l'École Nationale d’Administration (ENA) dont il est sorti major en 1987 (Promotion Fernand Braudel).

## Carrière

### 1991-2000 dans la fonction publique
En 1991, il rejoint la Direction du Trésor et devient Chef du Bureau Afrique-zone franc en 1992. En 1995, il est nommé Conseiller Technique chargé de l’international au Cabinet du ministre de l'Économie et des Finances Alain Madelin puis Jean Arthuis. En 1997, il devient sous-directeur à la direction du Trésor, chargé du financement de l’économie et de la compétitivité des entreprises, puis, en 2000, sous-directeur chargé des questions européennes et des affaires monétaires internationales.

### 2001-2008 carrière chezDexiaet mise en cause par laCour des comptes
Bruno Deletré intègre en mai 2001 le Directoire de Dexia-Crédit Local. En 2007, il devient membre du Comité de Direction de Dexia. Il quitte Dexia en juin 2008, mis en cause pour son arrogance comme pour ses choix stratégiques,. Il était à cette date responsable du métier des financements au secteur public local. Selon un rapport de la Cour des comptes, après avoir spontanément proposé de rembourser 1,7 M euros sur les 2,35 M euros d’indemnités reçues lors de son départ, il a finalement touché une indemnité de 725 000 euros, ce que la Cour des comptes considère comme anormal pour des dirigeants mis en cause dans un sinistre pesant lourdement sur les comptes publics.

### 2008-2009
Il réintègre alors l'Inspection générale des finances. À ce nouveau poste dans le public poste il est chargé par Christine Lagarde, ministre de l'Économie, de l'Industrie et de l'Emploi, de rédiger un rapport sur l’organisation de la supervision des activités financières en France, dit rapport Deletré[réf. nécessaire]. Délivré le 19 janvier 2009, le rapport propose de créer une Autorité de Contrôle Prudentiel (ACP) par fusion des anciennes Commission Bancaire et Autorité de contrôle des assurances et des mutuelles (ACAM), proposition qui sera retenue, est mise en œuvre par les pouvoirs publics,.

### 2009-2018 retour dans le secteur privé
En 2009, il intègre le groupe Banque Populaire Caisse d'Épargne (BPCE) en tant que directeur général BPCE International et Outre-Mer. 
En juillet 2011, il est directeur général du Crédit foncier de France et membre du comité exécutif de la BPCE.
En janvier 2012, il dirige le lancement d’un emprunt obligataire auprès des particuliers pour financer des projets d’intérêt général.
Le 1er janvier 2018, il est remplacé par Benoit Catel à la tête du Crédit Foncier de France.

### Caisse d'épargne
À la suite de son départ du Crédit Foncier de France, il est nommé à la présidence du directoire de la Caisse d'épargne d'Alsace,, puis[Quand ?] de la Caisse d'épargne Grand Est Europe, issue de la fusion de la Caisse d'épargne Lorraine Champagne-Ardenne et de la Caisse d'épargne d'Alsace,.